# Randy Travis
Randy Travis, geboren als Randy Bruce Traywick (Marshville, 4 mei 1959), is een Amerikaanse countryzanger, songwriter en acteur.

## Jeugd
Op 8-jarige leeftijd begon Travis, beïnvloed door zijn country-geïnspireerde vader, gitaar te spelen. Twee jaar later had hij samen met zijn broer Ricky als het duo Traywick Brothers zijn eerste publieke optreden. Beiden begonnen echter vroeg met drinken en kwamen vaak met justitie in aanraking. Vechtpartijen, rijden onder invloed en drugsmisbruik waren aan de orde van de dag. Op 16-jarige leeftijd vertrok Randy naar Charlotte, waar hij tijdens een talentenjacht de aandacht op zich vestigde. De bareigenaresse Lib Hatcher vond welgevallen aan zijn muziek en bood hem een baan aan als keukenhulp. Bovendien kreeg hij in haar zaak gelegenheid om op te treden. In Charlotte had hij, tenminste in de eerste jaren, vaak problemen met de politie.

## Carrière
Lib Hatcher werd uiteindelijk zijn manager. Met grote betrokkenheid bezorgde ze hem in 1978 zijn eerste platencontract. Er werden twee singles opgenomen, die echter niet uitzonderlijk succesvol waren. In 1982 nam Hatcher de Palace Club in Nashville over. Randy werkte weer in de keuken en had zo nu en dan optredens. Zijn manager financierde zijn eerste album, dat werd gepubliceerd onder de naam Randy Ray en vooral werd verkocht aan de gasten van de club. In 1985 tekende hij een contract met Warner Brothers Records. Onder de nieuwe naam Randy Travis werd in hetzelfde jaar de single On The Other Hand gepubliceerd, die een respectabele klassering in de middelste regionen van de countryhitlijst bereikte. De volgende single 1982 haalde het zelfs tot in de top 10. Derhalve werd On The Other Hand opnieuw gepromoot en deze keer plaatste de single zich op de 1e plaats. In 1986 verscheen zijn eerste album Storm of Live bij Warner Bros. Het was van een indrukwekkende kwaliteit, kreeg uitstekende kritieken en er werden meer dan drie miljoen exemplaren van verkocht.
Randy Travis werd tot de belangrijkste steunpilaar van de countrymuziek, die in de afgelopen jaren in ondiepe popwateren was terecht gekomen. Met zijn aan Lefty Frizzell en John Anderson herinnerende zangstijl behoorde hij tot de neo-traditionalisten, die tijdens de tweede helft van de jaren 1980 een trendwending inleidden. Zijn tweede album Always & Forever was nog succesvoller dan het eerste. Tot aan het eind van het decennium scoorde Travis zeven achtereen volgende nummer 1-hits. Hij kreeg talrijke onderscheidingen, waaronder twee Grammy Awards en meerdere CMA-Awards. Bevoorrecht werden zijn successen ook door het sterke songmateriaal, waarop hij kon terugvallen. Het waren vooral de door Paul Overstreet en Don Schlitz geschreven nummers als Diggin' Up Bones en Forever an Ever, Amen die topposities garandeerden. Voorts had Randy Travis ook enkele songs van Bobby Helms gecoverd.
In 1991 trouwden Lib en Randy. Zijn succesreeks bleef doorgaan. De door hem veroorzaakte vernieuwing van de countrymuziek bracht nieuwe sterren naar de voorgrond als Garth Brooks en Alan Jackson, die hem iets naar de achtergrond verdrongen. Enkele platen werden mislukkingen. Na het millennium nam hij enkele religieus getinte albums op, die hem ook veel erkenning opleverden. Bovendien werkte hij mee in verschillende films.

## Onderscheidingen
- 1985: Academy of Country Music Awards – Top New Male Vocalist
- 1986: Academy of Country Music Awards – Top Male Vocalist
- 1986: Academy of Country Music Awards – Album of the Year
- 1986: Academy of Country Music Awards – Single of the Year
- 1986: Country Music Association Awards – Horizon Award
- 1987: Academy of Country Music Awards – Top Male Vocalist
- 1987: Academy of Country Music Awards – Album of the Year
- 1987: Academy of Country Music Awards – Single of the Year
- 1987: Country Music Association Awards – Male Vocalist of the Year
- 1987: Country Music Association Awards – Male Album of the Year
- 1987: Country Music Association Awards – Male Vocalist of the Year
- 1988: Country Music Association Awards – Male Vocalist of the Year – Best Male Country Vocal Performance
- 1988: Grammy Awards 1988 – Best Male Country Vocal Performance
- 2004: Grammy Awards 2004 – Best Southern, Country en Bluegrass Gospel Album
- 2005: Grammy Awards 2004 – Best Southern, Country en Bluegrass Gospel Album
- 2005: Dove Award – Country Album of the Year
- 2006: Dove Award – Country Album of the Year
- 2007: Grammy Awards 2007 – Beste Southern, Country en Bluegrass Gospel Album
- 2010: Grammy Awards 2010 – Beste samenwerking met zang –  I Told You So in een duet met Carrie Underwood
- 2016: Country Music Association – opname in de Country Music Hall of Fame

## Discografie

### Albums
- 1983: Randy Ray Live
- 1986: Storms of Life
- 1987: Always and Forever
- 1988: Old 8x10
- 1989: No Holding Back
- 1989: Old Time Christmas
- 1990: Heroes and Friends
- 1991: High Lonesome
- 1992: Wind in the Wire
- 1994: This Is Me
- 1996: Full Circle
- 1998: You and You Alone
- 1999: A Man Ain't Made of Stone
- 2000: Inspirational Journey
- 2001: Randy Travis Live
- 2002: Rise and Shine
- 2003: Worship and Faith
- 2004: Passing Through
- 2005: Glory Train
- 2007: Songs of the Season
- 2008: Around the Bend
- 2013: Influence Vol. 1: The Man I Am
- 2015: On the Other Hand: All the Number Ones

## Filmografie
- 1992 – Matlock (aflevering 6x16 en 7x8)
- 1995 – The James Gang (in de rol van Cole Younger)
- 1996 – Sabrina, the Teenage Witch (aflevering 1x03 gastrol)
- 1997 – The Shooter (als Kyle)
- 1997 – Fire Down Below (als Ken Adams)
- 1997 – Annabelle's Wish (spraakrol)
- 1998 – Black Dog (in de rol van Earl)
- 2001 – Texas Rangers
- 2003 – Touched by an Angel
- 2006 – The Visitation

- Bibsys: 6088481
- Bibliothèque nationale de France: cb13941101t (data)
- Gemeinsame Normdatei: 118957392
- International Standard Name Identifier: 0000 0003 6859 0951
- Library of Congress Control Number: n89672629
- MusicBrainz: 09b697e3-a849-4670-ae49-e0b821a6271a
- Nationale Bibliotheek van Tsjechië: xx0071492
- Nationale bibliotheek van Australië: 41185202
- Nationale en Universitaire bibliotheek Zagreb: 000090708
- Nederlandse Thesaurus van Auteursnamen: 073526967
- SNAC: w6j10zg0
- Trove: 1453397
- Virtual International Authority File: 25402151
- WorldCat: E39PBJy8prFvrK4MQ8GWw6B9Dq